# Jan Bos (voetballer)
Jan Bos (Emmen, 1 april 1969) is een Nederlands voormalig voetballer die bij voorkeur als doelman speelde. Hij speelde acht seizoenen voor Go Ahead Eagles, waarin hij tot 31 officiële wedstrijden kwam. Hij sloot zijn carrière bij ADO Den Haag.

## Carrièrestatistieken
| Seizoen         | Club            | Land            | Competitie      | Competitie | Competitie | Beker | Beker | Internationaal | Internationaal | Overig | Overig | Totaal | Totaal |
| Seizoen         | Club            | Land            | Competitie      | Wed.       | Dlp.       | Wed.  | Dlp.  | Wed.           | Dlp.           | Wed.   | Dlp.   | Wed.   | Dlp.   |
| --------------- | --------------- | --------------- | --------------- | ---------- | ---------- | ----- | ----- | -------------- | -------------- | ------ | ------ | ------ | ------ |
| 1988/89         | Go Ahead Eagles | Nederland       | Eerste divisie  | –          | 0          | –     | 0     | –              | –              | 6      | 0      | –      | 0      |
| 1989/90         | Go Ahead Eagles | Nederland       | Eerste divisie  | –          | 0          | –     | 0     | –              | –              | –      | 0      | –      | 0      |
| 1990/91         | Go Ahead Eagles | Nederland       | Eerste divisie  | –          | 0          | –     | 0     | –              | –              | –      | –      | –      | 0      |
| 1991/92         | Go Ahead Eagles | Nederland       | Eerste divisie  | –          | 0          | –     | 0     | –              | –              | –      | 0      | –      | 0      |
| 1992/93         | Go Ahead Eagles | Nederland       | Eredivisie      | –          | 0          | –     | 0     | –              | –              | –      | –      | –      | 0      |
| 1993/94         | Go Ahead Eagles | Nederland       | Eredivisie      | 11         | 0          | –     | 0     | –              | –              | –      | –      | –      | 0      |
| 1994/95         | Go Ahead Eagles | Nederland       | Eredivisie      | 2          | 0          | –     | 0     | –              | –              | –      | 0      | –      | 0      |
| 1995/96         | Go Ahead Eagles | Nederland       | Eredivisie      | 12         | 0          | –     | 0     | –              | –              | –      | –      | –      | 0      |
| 1996/97         | ADO Den Haag    | Nederland       | Eerste divisie  | –          | 0          | –     | 0     | –              | –              | –      | 0      | –      | 0      |
| Carrière totaal | Carrière totaal | Carrière totaal | Carrière totaal | –          | 0          | –     | 0     | –              | 0              | –      | 0      | –      | 0      |

## Trivia
- Jan is de vader van muzikant Snelle.